# تترااتیل‌سرب
ضد کوبش (به انگلیسی: Tetraethyllead) یک ترکیب شیمیایی با شناسه پاب‌کم ۶۵۱۱ است. شکل ظاهری این ترکیب، مایع بی‌رنگ است. از تترااتیل سرب در بنزین به عنوان ماده ضد کوبش استفاده می‌شد؛ تا این‌که پژوهش‌های علمی دانشمندی به نام کلر کامرون پترسون مشخص کرد این ماده به دلیل تولید سرب برای سلامت انسان‌ها مضر است و بنزین‌های بدون سرب وارد بازار شدند.

## فرمول و ساختار شیمیایی
این ماده از مولکول‌های Pb(C2H5)4 تشکیل شده است که در آن‌ها، چهار گروه اتیل در آرایش چهاروجهی منتظم به اتم سرب متصل هستند. مولکول‌های فوق غیرقطبی می‌باشند ولی به دلیل اختلاف الکترونگاتیوی، دارای پیوند قطبی بین سرب و کربن هستند و دقیقاً همین موضع برای واکنش به کار می‌رود.

## واکنش‌ها
اگر در اثر حرارت، پیوند بین کربن‌ها و سرب بشکند؛ اتم سرب و گروه‌های اتیل ایجاد می‌شوند. این گروه‌های اتیل که رادیکال آزاد محسوب می‌شوند؛ با آغاز واکنش سوختن بنزین در دماهای پایین‌تر، موجب به‌سوزی بنزین در موتور اتومبیل‌ها و در نتیجه افزایش عدد اوکتان (کم‌شدن کوبش) می‌شوند. گرچه تولید اتم سرب به این روش و خروج آن از طریق اگزوز و واردشدن به هوا، باعث شد به دلیل اثرهای مضر بر بهداشت و سلامت، استفاد از این ترکیب در بنزین را محدود کند.